# Aspidontus
Aspidontus là một chi cá biển nằm trong họ Cá mào gà, được biết đến với tên gọi chung cho những thành viên thuộc chi này là blenny, có phạm vi phân bố rộng khắp các vùng biển thuộc Ấn Độ Dương - Thái Bình Dương.

## Từ nguyên
Danh từ định danh của loài cá này, aspidontus, trong tiếng Latinh có nghĩa là "răng của rắn viper", hàm ý đề cập đến răng nanh của loài A. taeniatus chưa trưởng thành.

## Phân loại
Trước đây, chi Aspidontus có tất cả 3 loài được công nhận là hợp lệ, bao gồm:
- Aspidontus dussumieri (Valenciennes, 1836)
- Aspidontus taeniatus Quoy & Gaimard, 1834
- Aspidontus tractus Fowler, 1903

Gần đây, A. tractus đã được một số nhà khoa học xem là danh pháp đồng nghĩa với A. taeniatus, vì chúng rất giống nhau về hình thái và cả hai loài đều có chung một kiểu đơn bội ty thể.

## Đặc điểm
A. dussumieri và A. taeniatus có thân mảnh, thuôn dài với phần mõm nhọn. Chúng có thể phát triển đến chiều dài tối đa là 12 cm. Cả hai loài đều có chung một đặc điểm là dải sọc đen nổi bật ở hai bên thân, bắt đầu từ mõm trải dài đến vây đuôi.
Cá trưởng thành lẫn cá con của A. taeniatus được biết đến với khả năng bắt chước loài cá dọn vệ sinh Labroides dimidiatus. Tuy nhiên, thay vì ăn ký sinh, A. taeniatus lại cắn vây của những loài cá "khách hàng", nhất là đối với cá chưa trưởng thành.